# Galicia Futura

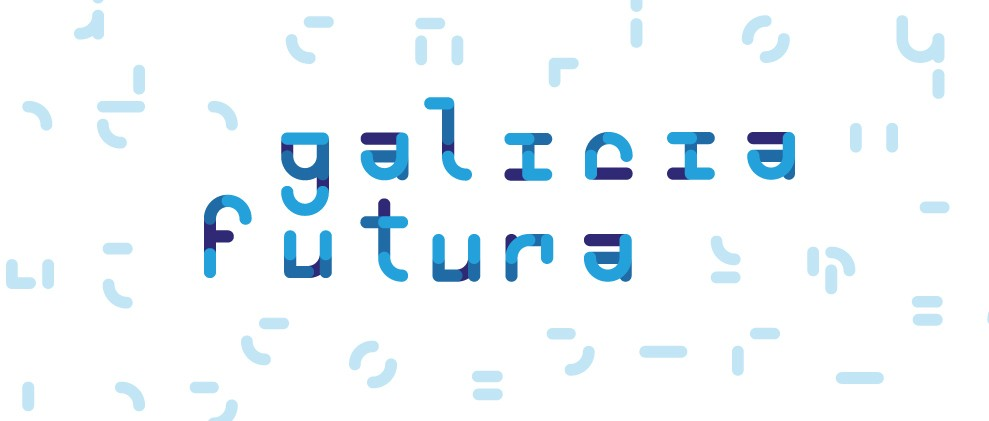

Galicia Futura fue una exposición celebrada en la Ciudad de la Cultura de Galicia de Santiago de Compostela entre el 14 de julio de 2021 y el 9 de enero de 2022.
Bajo el subtítulo "Todo o que imos ser" (Todo lo que vamos a ser, en gallego) posteriormente fue presentada también en itinerancia en Lugo y La Coruña.

### Concepto y comisariado
Comisariada por la química y divulgadora científica Deborah García Bello y por el historiador del arte y comunicador cultural Miguel Ángel Cajigal Vera, fue el tercer gran proyecto expositivo de la Junta de Galicia como parte de las actividades culturales promovidas para la celebración del Xacobeo 21·22. La exposición buscaba una combinación de diferentes disciplinas artísticas, científicas y técnicas, con el objetivo de mostrar las principales líneas de desarrollo e innovación de Galicia en el futuro inmediato. La muestra exhibió piezas artísticas creadas específicamente para este proyecto por destacados nombres de las artes plásticas, las letras, el audiovisual, la ciencia, la escena, el diseño o la música gallega.

### Colaboradores
Para el desarrollo conceptual de la exposición sus comisarios convocaron a diecinueve personalidades innovadoras de Galicia, pertenecientes a disciplinas diferentes: el cineasta Oliver Laxe, la ingeniera en telecomunicación Edita de Lorenzo, la cantante y compositora Wöyza, la chef Lucía Freitas, el director del Instituto Gallego de Física de Altas Energías Carlos Salgado, la médica e investigadora María D. Mayán, el catedrático de Química Moisés Canle, el catedrático de Historia Xosé Manoel Núñez Seixas, la economista María Loureiro, el historiador del arte David Barro, el arquitecto Carlos Quintáns, la diseñadora Nuria Carballo, la profesora de secundaria Marisa Calderón, la diseñadora de proyectos culturales María García Alén, el bodeguero Juan Luis Méndez, el tecnólogo Ismael Faro, el catedrático en computación Guillermo López Taboada, la presidenta del Cluster de Empresarios de Galicia Patricia García y el presidente del Cluster de Turismo de Galicia Cesáreo González Pardal.

### Artistas
Crearon obras específicas para la exposición los cineastas Oliver Laxe, Juan Lesta y Lucía Estévez; la dramaturga Marta Pazos; las poetas Estíbaliz Espinosa y Aldaolado; los ilustradores Xulia Pisón, Miguel Robledo y Clara Cerviño; el visualizador de datos Xan Sabarís; el fotógrafo Damián Ucieda; y los artistas Manuel Vázquez, Vítor Mejuto y Rubén Ramos Balsa. La pieza audiovisual de Juan Lesta, titulada ‘Paisaxe habitada’, recibió el premio ‘Retina Arq’ al mejor cortometraje de arquitectura en el XX Festival Internacional de Cine de Ponferrada.
Estuvieron presentes en la exposición a través de obra seleccionada los siguientes artistas en activo: Ángela de la Cruz, Chelo Matesanz, Tatiana Medal, Mónica Alonso, Caxigueiro, Bosco Caride, Álvaro Negro, Kiko Pérez, Tamara Feijoo, Manuel Eirís, Christian García Bello, Verónica Moar y Antonio Murado; y los fotógrafos Jesús Madriñán, Rosendo Cid y Lucía García Rey + Hugo Aldatz.
Además, se expusieron el Ramo vermello de Luis Seoane (1969, Fundación DIDAC), el cuadro Paisaje metafísico de Urbano Lugrís (1961, Parlamento de Galicia) y tres obras de Maruja Mallo: Cabeza de mujer negra (1946; Museo de Pontevedra), Guía Postal de Lugo (Museo Provincial de Lugo, 1929) y Canto de las espigas (1939, Museo Nacional Centro de Arte Reina Sofía).

### Itinerancias
La exposición fue presentada también en itinerancia en Lugo, entre el 24 de febrero y el 23 de abril de 2022, y La Coruña, entre el 17 de junio y el 30 de julio de 2022. 

### Catálogo
Con motivo de la muestra, la Consejería de Cultura, Educación y Universidad de la Junta de Galicia y la Fundación Cidade da Cultura editaron un catálogo trilingüe (gallego, castellano e inglés) de 288 páginas. En él se recogen los análisis estratégicos que los dos comisarios y los diecinueve colaboradores desarrollaron sobre las líneas innovadoras del futuro de Galicia.